# Poecilognathus thlipsomyzoides
Poecilognathus thlipsomyzoides är en tvåvingeart som beskrevs av Jaennicke 1867. Poecilognathus thlipsomyzoides ingår i släktet Poecilognathus och familjen svävflugor. Inga underarter finns listade i Catalogue of Life.